# دان ريبا
دان ريبا (بالإنجليزية: Dan Riba)‏ (و. 1960  م) هو مخرج أفلام، وكاتب سيناريو، وفنان قصص مصورة أمريكي.

## وصلات خارجية
- دان ريبا على موقع IMDb (الإنجليزية)
- دان ريبا على موقع أول موفي (الإنجليزية)
- دان ريبا على موقع قاعدة بيانات الأفلام السويدية (السويدية)
- دان ريبا على موقع قاعدة بيانات الفيلم (الإنجليزية)
- دان ريبا على موقع كينوبويسك (الروسية)